# Championnat des Émirats arabes unis de football 2013-2014
Navigation
Saison précédente Saison suivante
La saison 2013-2014 du Championnat des Émirats arabes unis de football est la quarantième édition du championnat national de première division aux Émirats arabes unis. Les quatorze meilleures équipes du pays sont regroupées au sein d'une poule unique où elles s'affrontent deux fois au cours de la saison, à domicile et à l'extérieur. À la fin du championnat, les deux derniers du classement sont relégués et remplacés par les deux meilleurs clubs de deuxième division.
C'est Al-Ahli Dubaï qui remporte la compétition, après avoir terminé en tête du classement final, avec seize points d'avance sur Al-Wahda Club et dix-neuf sur Al-Jazira Club. C'est le sixième titre de champion des Émirats arabes unis de l'histoire du club.

## Qualifications continentales
Les deux premiers du championnat ainsi que le vainqueur de la Coupe des Émirats arabes unis obtiennent leur qualification pour la phase de groupes de la Ligue des champions de l'AFC 2015. Le troisième du championnat (ou le 4e si le vainqueur de la Coupe termine parmi les trois premiers) doit quant à lui passer par le tour préliminaire. 

## Les clubs participants
| - Dubaï Club - Al-Wahda Club - Baniyas SC - Al Ain Club - Al-Ahli Dubaï - Sharjah SC - Promu de D2 - Al-Dhafra | - Emirates Club - Promu de D2 - Al-Jazira Club - Al Nasr Dubaï - Al Shabab Dubaï - Al Wasl Dubaï - Ajman Club - Al Sha'ab Sharjah |

## Compétition

### Classement
Le classement est établi sur le barème de points classique (victoire à 3 points, match nul à 1, défaite à 0).
| Rang | Équipe            | Pts | J  | G  | N  | P  | Bp | Bc | Diff |
| ---- | ----------------- | --- | -- | -- | -- | -- | -- | -- | ---- |
| 1    | Al-Ahli Dubaï     | 64  | 26 | 20 | 4  | 2  | 55 | 28 | +27  |
| 2    | Al-Wahda Club     | 48  | 26 | 13 | 9  | 4  | 53 | 33 | +20  |
| 3    | Al-Jazira Club    | 45  | 26 | 12 | 9  | 5  | 46 | 35 | +11  |
| 4    | Al Shabab Dubaï   | 44  | 26 | 13 | 5  | 8  | 42 | 28 | +14  |
| 5    | Al Nasr Dubaï     | 44  | 26 | 13 | 5  | 8  | 42 | 32 | +10  |
| 6    | Al Ain'T'C        | 43  | 26 | 12 | 7  | 7  | 52 | 33 | +19  |
| 7    | Sharjah SCP       | 40  | 26 | 10 | 10 | 6  | 29 | 25 | +4   |
| 8    | Al-Dhafra         | 35  | 26 | 9  | 8  | 9  | 44 | 44 | 0    |
| 9    | Baniyas SC        | 31  | 26 | 8  | 7  | 11 | 43 | 42 | +1   |
| 10   | Ajman Club        | 28  | 26 | 7  | 7  | 12 | 39 | 46 | -7   |
| 11   | Emirates ClubP    | 25  | 26 | 6  | 7  | 13 | 40 | 53 | -13  |
| 12   | Al Wasl Dubaï     | 25  | 26 | 7  | 4  | 15 | 32 | 47 | -15  |
| 13   | Dubaï Club        | 15  | 26 | 3  | 6  | 17 | 24 | 63 | -39  |
| 14   | Al Sha'ab Sharjah | 13  | 26 | 3  | 4  | 19 | 28 | 61 | -33  |

| Légende : Qualifications et relégations | Légende : Qualifications et relégations                                                         |
| --------------------------------------- | ----------------------------------------------------------------------------------------------- |
|                                         | Qualification pour la Ligue des champions de l'AFC 2015                                         |
|                                         | Qualification pour le tour préliminaire de la Ligue des champions de l'AFC 2015                 |
|                                         | Qualification pour la Coupe du golfe des clubs champions 2015                                   |
|                                         | Relégation en deuxième division                                                                 |
|                                         | T : Tenant du titre 2012-2013 P : Promu de D2 C : Vainqueur de la Coupe des Émirats arabes unis |

### Matchs
| Résultats (▼dom., ►ext.) | AJM | ALI | AIN | DHA | JAZ | NAS | SHB | SHA | SHR | WAH | WAS | YAS | DUB | EMI |
| Ajman Club               |     | 1-2 | 0-0 | 0-0 | 1-0 | 3-0 | 2-1 | 0-1 | 1-2 | 2-2 | 4-2 | 3-4 | 1-1 | 3-2 |
| Al-Ahli Dubaï            | 2-1 |     | 1-0 | 3-1 | 2-2 | 3-1 | 1-0 | 2-0 | 2-1 | 2-1 | 2-1 | 4-1 | 4-2 | 4-2 |
| Al Ain Club              | 2-1 | 2-3 |     | 1-1 | 2-2 | 3-2 | 5-2 | 0-0 | 1-1 | 0-1 | 3-0 | 2-1 | 5-2 | 5-2 |
| Al-Dhafra                | 2-4 | 1-4 | 4-3 |     | 1-1 | 1-1 | 2-1 | 2-6 | 2-2 | 1-3 | 3-1 | 0-0 | 3-2 | 1-3 |
| Al-Jazira Club           | 0-0 | 1-3 | 2-1 | 2-2 |     | 1-2 | 3-0 | 1-0 | 1-0 | 4-4 | 2-3 | 2-0 | 2-2 | 1-0 |
| Al Nasr Dubaï            | 2-1 | 0-2 | 1-0 | 2-1 | 0-0 |     | 2-1 | 2-1 | 0-0 | 0-2 | 6-1 | 4-3 | 5-1 | 0-0 |
| Al Sha'ab Sharjah        | 4-4 | 1-3 | 0-5 | 1-2 | 1-2 | 2-0 |     | 2-1 | 1-1 | 1-3 | 1-4 | 1-2 | 2-1 | 3-3 |
| Al Shabab Dubaï          | 3-1 | 1-1 | 3-1 | 1-0 | 2-4 | 2-0 | 1-0 |     | 2-0 | 1-2 | 1-0 | 1-1 | 3-0 | 3-1 |
| Sharjah SC               | 2-1 | 1-1 | 1-3 | 0-3 | 1-1 | 0-0 | 1-0 | 1-2 |     | 2-1 | 2-0 | 1-0 | 3-0 | 0-0 |
| Al-Wahda Club            | 4-1 | 0-0 | 1-1 | 1-0 | 3-4 | 3-2 | 2-0 | 1-1 | 1-1 |     | 3-1 | 3-2 |     | 4-0 |
| Al Wasl Dubaï            | 0-1 | 2-1 | 0-1 | 2-1 | 1-2 | 1-2 | 1-0 | 1-3 | 0-1 | 3-3 |     | 1-1 | 0-0 | 1-0 |
| Baniyas SC               | 4-1 | 2-3 | 1-1 | 0-0 | 1-2 | 0-2 | 4-0 | 1-1 | 1-3 | 1-1 | 0-2 |     | 4-0 | 2-1 |
| Dubaï Club               | 2-1 | 0-1 | 0-3 | 1-5 | 0-2 | 0-3 | 1-1 | 1-0 | 1-2 | 1-1 | 1-3 | 1-4 |     | 1-1 |
| Emirates Club            | 1-1 | 1-2 | 1-2 | 2-3 | 3-2 | 0-3 | 5-2 | 3-2 | 0-0 | 2-1 | 2-1 | 2-3 | 2-3 |     |

## Bilan de la saison
| Championnat des Émirats arabes unis de football 2013-2014 |                                    |
| Champion                                                  | Al-Ahli Dubaï (6e titre)           |
| Coupes et trophées                                        |                                    |
| Vainqueur de la Coupe des Émirats arabes unis 2013-2014   | Al Ain Club                        |
| Qualifications continentales                              |                                    |
| Ligue des champions de l'AFC 2015                         | Al-Ahli Dubaï                      |
| Ligue des champions de l'AFC 2015                         | Al-Wahda Club                      |
| Ligue des champions de l'AFC 2015                         | Al Ain Club                        |
| Ligue des champions de l'AFC 2015                         | Al-Jazira Club (tour préliminaire) |
| Coupe du golfe des clubs champions 2015                   | Al Shabab Dubaï                    |
| Coupe du golfe des clubs champions 2015                   | Al Nasr Dubaï                      |
| Promotions et relégations                                 |                                    |
| Promus en Pro League                                      | Al-Ittihad Kalba SC                |
| Promus en Pro League                                      | Fujairah Club                      |
| Relégués en Division 1 Groupe A                           | Dubaï Club                         |
| Relégués en Division 1 Groupe A                           | Al Sha'ab Sharjah                  |